# Paraoncidium keiense
Paraoncidium keiense is een slakkensoort uit de familie van de Onchidiidae. De wetenschappelijke naam van de soort is voor het eerst geldig gepubliceerd in 1926 door Hoffmann.